# Cratere Phillips (Luna)
Phillips è un grande cratere lunare di 104,21 km situato nella parte sud-orientale della faccia visibile della Luna.
Il cratere è dedicato al geologo britannico John Phillips.